# Juan Martínez Moreno (cineasta)
Juan Martínez Moreno (n. Madrid, España; 1966) es un guionista y director de cine español.

## Carrera profesional
Ha realizado diversos trabajos relacionados con el mundo del cine y la televisión: guionista, ayudante de dirección y director de series y películas. Algunos de los cortometrajes que ha dirigido han obtenido obtiene premios en festivales internacionales (Decirte que te quiero, Big Wendy). Es autor de la adaptación del musical Mamma mía y también ha trabajado como guionista de programas de televisión (Inocente, inocente; Fernández y familia; Mediterráneo y Antivicio). Su primer largometraje, Dos tipos duros, obtuvo el premio del público en el Festival de Cine de Málaga 2003. Su segundo largometraje, Un buen hombre, ganó el premio del público en el Festival de Cine Español de Annecy. Lobos de Arga, su última película, fue seleccionada en más de 30 festivales internacionales, y ha ganado varios premios, entre ellos el premio del público Golden del prestigioso Montreal Fantasia Film festival.

### Como ayudante de dirección
- Redondela (1986)
- Montoyas y Tarantos (1988)
- Pájaro en una tormenta (TVE, 1989)
- Para Elisa (TVE, 1990-1991)
- El aliento del diablo (1993)
- Una casa en las afueras (1994)
- Turno de oficio: 10 años después (TVE, 1995): Cuatro episodios.
- Atómica (1997).

### Como guionista
- Una casa en las afueras (1995), de Pedro Costa
- Dos tipos duros (2003)
- Un buen hombre (2009)
- Lobos de Arga (2011)
- The ABCS of Death 2 (2014) episodio

### Como director
- Dos tipos duros (2003), Premio del Público en el Festival de Cine de Málaga.
- Maneras de sobrevivir (TV) (2007)
- Un buen hombre (2009), Premio del Público en el Festival de Cine Español de Annecy.
- Lobos de Arga (2011) Premio del Público en la Semana de Cine de Terror de San Sebastián 2011, Premio de la Crítica y Mención Especial del Jurado en Fantasporto 2012, Premio del Público en Dead By Dawn 2012 (Edimburgo), Premio del Público en Montreal Fantasia 2012, Premio del Público en Feratum Film Festival 2012 (México)
- The ABCS of Death 2 (2014) segment